# CCDC184
CCDC184 (англ. Coiled-coil domain containing 184) – білок, який кодується однойменним геном, розташованим у людей на 12-й хромосомі. Довжина поліпептидного ланцюга білка становить 194 амінокислот, а молекулярна маса — 20 484.
| 10         |  | 20         |  | 30         |  | 40         |  | 50         |
| ---------- |  | ---------- |  | ---------- |  | ---------- |  | ---------- |
| MEDGLLEIMT |  | KDGGDMPAPL |  | EVSTVPAVGD |  | VISGEYNGGM |  | KELMEHLKAQ |
| LQALFEDVRA |  | MRGALDEQAS |  | HIQVLSDDVC |  | ANQRAIVSMC |  | QIMTTAPRQG |
| GLGVVGGKGS |  | FQSDPQEPET |  | PSPGIGDSGL |  | LGRDPEDEEE |  | EEEEKEMPSP |
| ATPSSHCERP |  | ESPCAGLLGG |  | DGPLVEPLDM |  | PDITLLQLEG |  | EASL       |

A: Аланін

C: Цистеїн

D: Аспарагінова кислота

E: Глутамінова кислота

F: Фенілаланін

G: Гліцин

H: Гістидин

I: Ізолейцин

K: Лізин

L: Лейцин

M: Метіонін

N: Аспарагін

P: Пролін

Q: Глутамін

R: Аргінін

S: Серин

T: Треонін

V: Валін